# Der alte Turmhahn

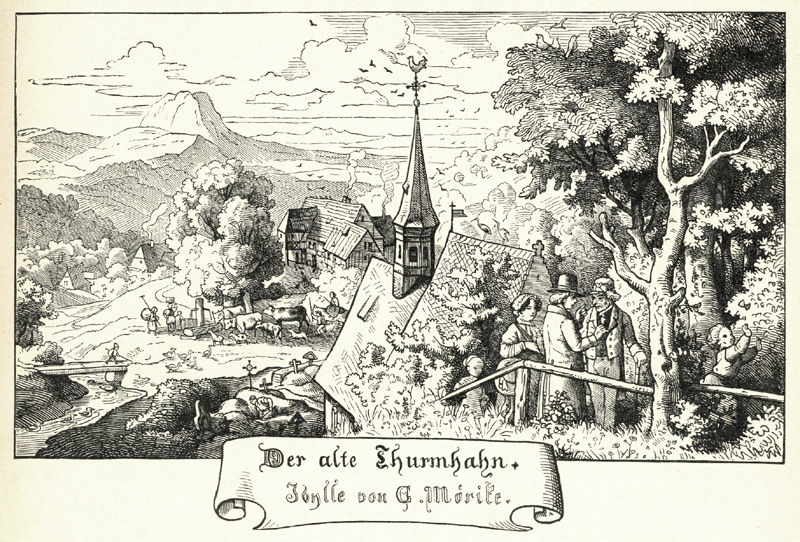
Ludwig Richter: Illustration zu Der alte Turmhahn (1855)

Der alte Turmhahn (Originalschreibweise: Der alte Thurmhahn) ist ein Gedicht von Eduard Mörike. Die Anfangszeile lautet Zu Cleversulzbach im Unterland. Das Gedicht spiegelt Mörikes Erfahrungen als Pfarrer in Cleversulzbach.

## Entstehung
Die Abnahme des Turmhahns vom Kirchturm seiner Gemeinde in Cleversulzbach 1840 nahm Mörike zum Anlass für das umfangreiche Gedicht. Er erweiterte es in mehreren Etappen, bis es erstmals 1852 im Kunst- und Unterhaltungsblatt für Stadt und Land mit dem Untertitel Stilleben veröffentlicht wurde. Das Gedicht erschien zum zweiten Mal 1855 in Ludwig Richters Beschauliches und Erbauliches mit dessen Holzschnitten und der Gattungsbezeichnung Idylle.

## Form
Das Gedicht besteht aus 17 ungleich langen Strophen und 239 paarreimigen Versen; die ungerade Verszahl entsteht durch einen Dreifachreim in der sechsten Strophe. Die Sprache ist bewusst volkstümlich und verwendet oft unliterarisches und humoristisches Vokabular.

## Inhalt
Das Dinggedicht ist aus der Perspektive des Turmhahns verfasst. Er berichtet zunächst von seiner früheren Funktion als Turmhahn. Dies geschieht in der Vergangenheitsform, da der Hahn nun vom Kirchturm genommen und durch einen neuen ersetzt wird. Er kommt zum Einschmelzen zu einem Hufschmied, wird aber durch den Pfarrer entdeckt, der ihn schließlich mit in sein Pfarrhaus nimmt und auf einem Ofen postiert, der genau beschrieben wird. Der Hahn berichtet aus dieser Perspektive von seiner neuen Umgebung, seinen Gefühlen und vom Leben des Pfarrers.

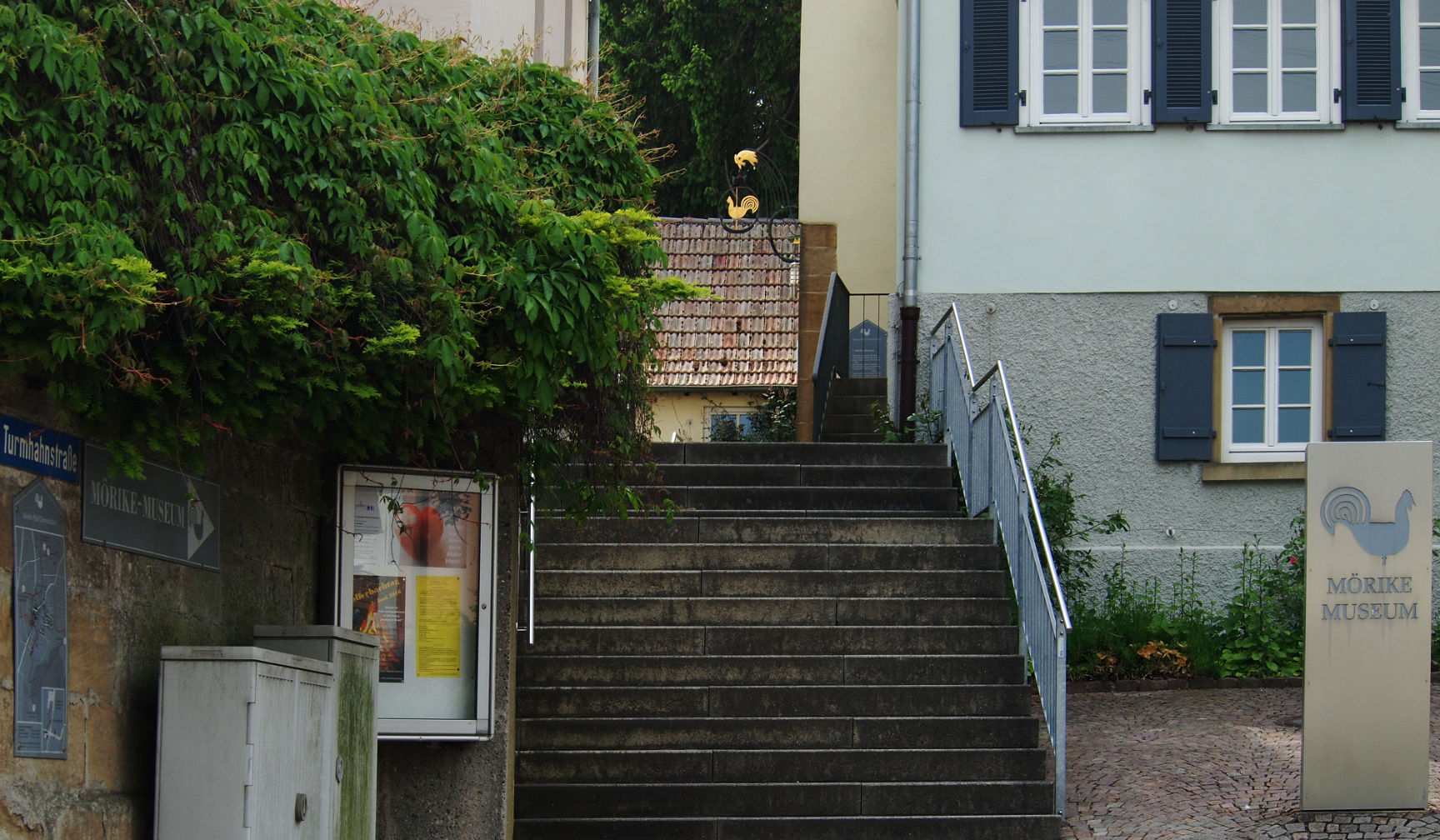
Turmhahnstraße und Mörike-Museum in Cleversulzbach